# Franz Gertsch
Franz Gertsch (Mörigen, Suiza, 8 de marzo de 1930-Riggisberg, Suiza, 21 de diciembre de 2022) fue un pintor suizo conocido por sus retratos hiperrealistas de gran formato. 

## Biografía
Entre 1947 y 1952 estudió con Max von Mühlenen y Hans Schwarzenbach en Berna. En 1972 participó en la documenta 5 de Kassel. Se encuadra en el fotorrealismo.